# Обенижи
Обенижи (укр. Обенижі) — село в Турийской поселковой общине Ковельского района Волынской области Украины.
До 2020 года входило в Турийский район.
Код КОАТУУ — 0725586503. Население по переписи 2001 года составляет 620 человек. Почтовый индекс — 44835. Телефонный код — 3363. Занимает площадь 2,561 км².